# Сексуализация (психология)
Сексуализа́ция (инстинктуализа́ция) — защитный механизм, заключающийся в приписывании негативным событиям эротической составляющей, «превращающем» их таким образом в позитивные.

## Описание
Сексуальный инстинкт — один из немногих инстинктов, практически не потерявших свою силу у человека. Являясь мощной, обусловленной инстинктом размножения, потребностью, половое влечение мотивирует многие аспекты поведения человека. Удовлетворение этой потребности, в общем случае, подкрепляется сильным удовольствием и другими позитивно заряженными ощущениями. В то же время сексуальное поведение человека принимает очень сложные и вариативные формы, которые не могут быть заданы на уровне инстинктов, что даёт нам большую свободу в интерпретации того, что мы считаем, а что не считаем сексуальным.
Сексуализация, как защитный механизм, использует эту особенность инстинкта размножения, придавая негативному опыту эротический смысл, и, таким образом, обращая этот опыт в позитивный. Сексуализировано может быть практически всё что угодно: власть, деньги, агрессивность, зависимость, слабость, беззащитность, смерть, боль… Практически на любой негативный опыт найдутся люди, которые привыкли его сексуализировать.
Как защита, сексуализация может носить как адаптивный, так и дезадаптивный характер, в зависимости от того, что было сексуализировано. Если женщина сексуализирует детский опыт, когда кто-то оттаскал её за волосы, а её сексуальный партнёр любит перебирать её волосы пальцами, это вряд ли можно считать проблемой. В то же время, если сексуализация боли приводит к постоянному поиску агрессивных, избивающих сексуальных партнёров — это повод искать психотерапевтической помощи.

## Связь с особенностями личности
Сексуализация является хотя и не ведущей, но довольно характерной защитой для истероидных личностей, которые часто склонны утолять свою потребность во внимании, используя свою сексуальную привлекательность.